# Red River Parish
Das Red River Parish (französisch Paroisse de la Rivière-Rouge) ist ein Parish im US-Bundesstaat Louisiana. Bei der Volkszählung im Jahr 2020 hatte das Parish 7620 Einwohner und eine Bevölkerungsdichte von 7,6 Einwohnern je Quadratkilometer. Der Verwaltungssitz (Parish Seat) ist Coushatta.

## Geographie
Das Parish liegt fast im äußersten Nordwesten von Louisiana, ist im Westen etwa 50 km von Texas, im Norden etwa 80 km von Arkansas entfernt und hat eine Fläche von 1041 Quadratkilometern, wovon 33 Quadratkilometer Wasserfläche sind; größter Fluss ist der Red River. Es grenzt an folgende Parishes:
| Caddo Parish   | Bossier Parish | Bienville Parish    |
| De Soto Parish | Kompass        |                     |
|                |                | Natchitoches Parish |

## Geschichte
Red River Parish wurde 1871 aus Teilen des Bienville Parish, des Bossier Parish, des Caddo Parish und des Natchitoches Parish gebildet. Benannt wurde es nach dem gleichnamigen Fluss, an dem das County liegt.
Drei Gebäude des Parish sind im National Register of Historic Places eingetragen (Stand 9. November 2017).

## Demografische Daten

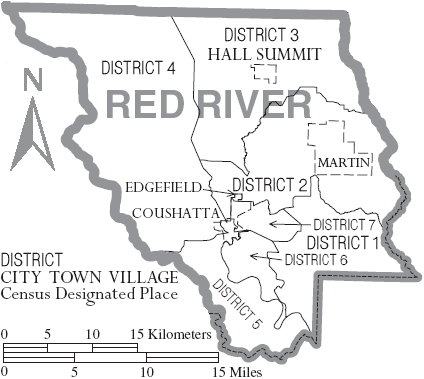
Karte des Red River Parishes

Nach der Volkszählung im Jahr 2000 lebten im Red River Parish 9.622 Menschen in 3.414 Haushalten und 2.526 Familien. Die Bevölkerungsdichte betrug 10 Einwohner pro Quadratkilometer. Ethnisch betrachtet setzte sich die Bevölkerung zusammen aus 57,87 Prozent Weißen, 40,91 Prozent Afroamerikanern, 0,28 Prozent amerikanischen Ureinwohnern, 0,09 Prozent Asiaten, 0,02 Prozent Bewohnern aus dem pazifischen Inselraum und 0,22 Prozent aus anderen ethnischen Gruppen; 0,61 Prozent stammten von zwei oder mehr Ethnien ab. 1,01 Prozent der Bevölkerung waren spanischer oder lateinamerikanischer Abstammung, die verschiedenen der genannten Gruppen angehörten.
Von den 3.414 Haushalten hatten 35,7 Prozent Kinder und Jugendliche unter 18 Jahre, die bei ihnen lebten. 51,5 Prozent waren verheiratete, zusammenlebende Paare, 18,6 Prozent waren allein erziehende Mütter, 26,0 Prozent waren keine Familien, 23,1 Prozent waren Singlehaushalte und in 11,5 Prozent lebten Menschen im Alter von 65 Jahren oder darüber. Die Durchschnittshaushaltsgröße betrug 2,74 und die durchschnittliche Familiengröße lag bei 3,23 Personen.
Auf das gesamte Parish bezogen setzte sich die Bevölkerung zusammen aus 30,1 Prozent Einwohnern unter 18 Jahren, 9,3 Prozent zwischen 18 und 24 Jahren, 24,8 Prozent zwischen 25 und 44 Jahren, 21,5 Prozent zwischen 45 und 64 Jahren und 14,4 Prozent waren 65 Jahre alt oder darüber. Das Durchschnittsalter betrug 35 Jahre. Auf 100 weibliche kamen statistisch 90,8 männliche Personen. Auf 100 Frauen im Alter von 18 Jahren oder darüber kamen 85,4 Männer.
Das jährliche Durchschnittseinkommen eines Haushalts betrug 23.153 USD, das Durchschnittseinkommen der Familien betrug 27.870 USD. Männer hatten ein Durchschnittseinkommen von 27.132 USD, Frauen 17.760 USD. Das Prokopfeinkommen betrug 12.119 USD. 26,0 Prozent der Familien 29,9 Prozent der Bevölkerung lebten unterhalb der Armutsgrenze. Davon waren 40,1 Prozent Kinder oder Jugendliche unter 18 Jahre und 18,9 Prozent waren Menschen über 65 Jahre.

## Orte im Parish
- Abington
- Armistead
- Carroll
- Coushatta
- Crichton
- Cross Roads
- Cross Keys
- East Point
- Edgefield
- Emmett
- Fairview Alpha
- Gahagan
- Grand Bayou
- Halfway
- Hall Summit
- Hanna
- Harmon
- Hollingsworth
- Howard
- Lake End
- Liberty
- Loggy Bayou
- Magnolia
- Martin
- Methvin
- Mount Zion
- New Hope
- Piermont
- Redoak
- Westdale
- Williams
- Womack